# Maulid an-Nabī

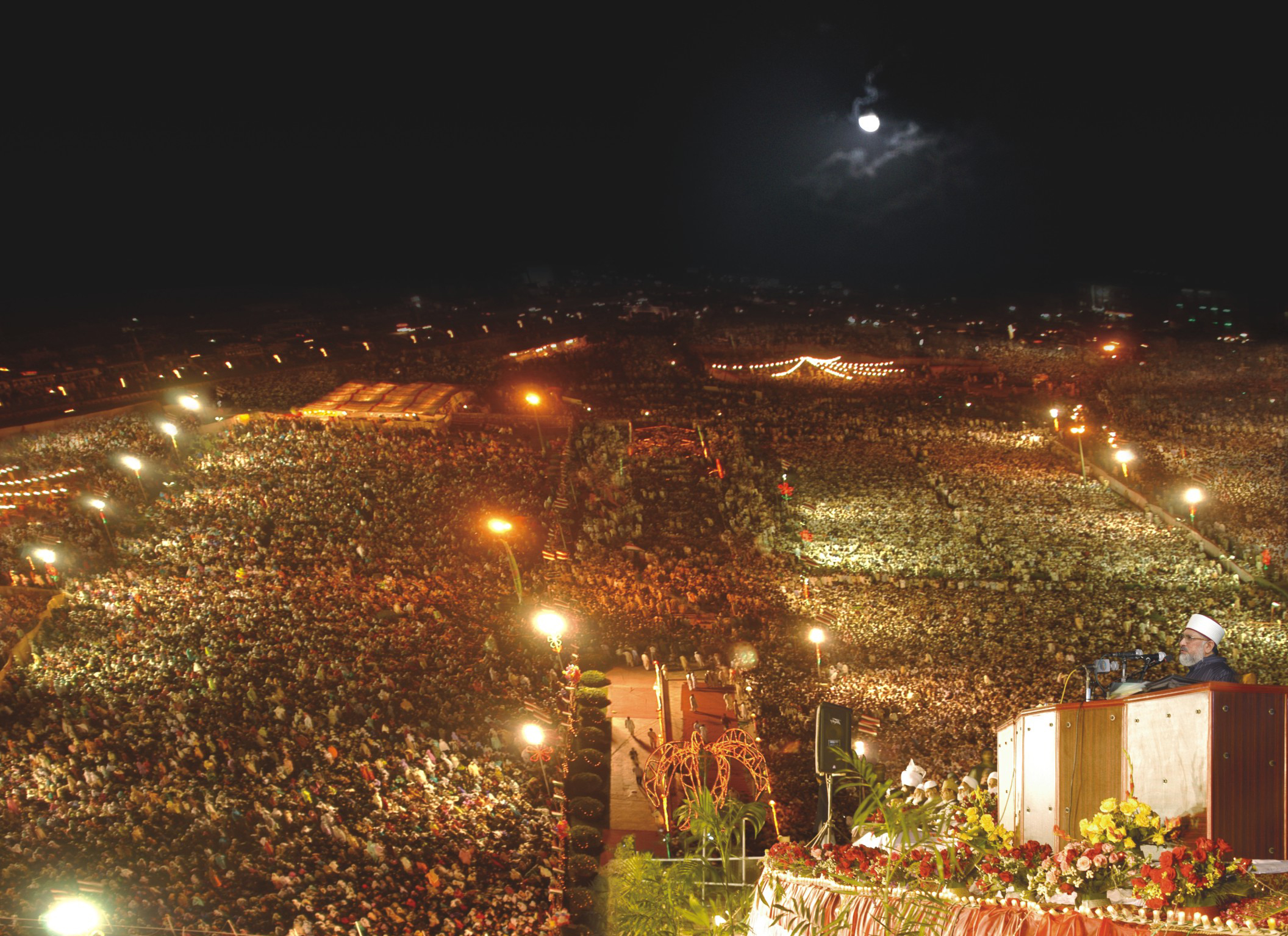
Maulid an-Nabī in Lahore, Pakistan

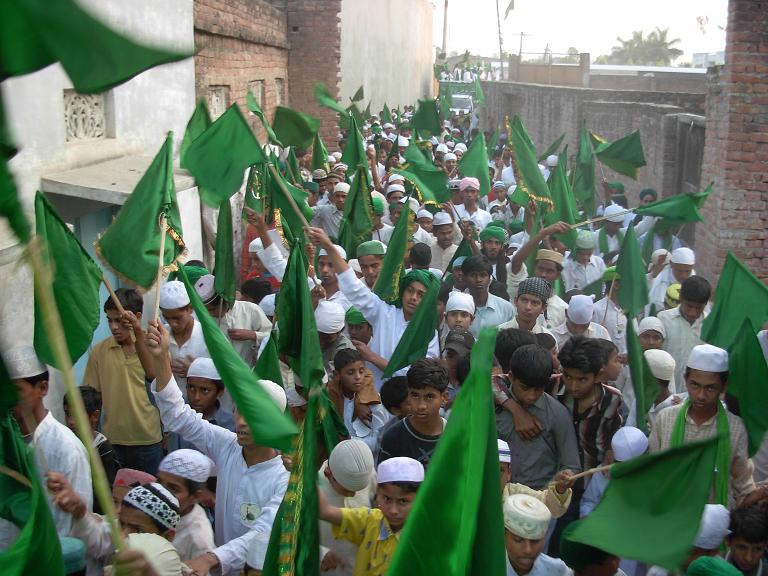
Maulid-an-Nabi-Prozession in der indischen Stadt Bhadohi

Maulid an-Nabī, auch Mawlid an-Nabi (arabisch مولد النبي ‚Geburtstag des Propheten‘), ist ein islamisches Fest zu Ehren des Propheten Mohammed. Es wird am 12. Tag des Monats Rabīʿ al-auwal des islamischen Kalenders gefeiert. In mehreren islamischen Ländern, darunter Indonesien und Malaysia, ist der Tag Staatsfeiertag. In der Türkei heißt der Tag Mevlid oder Mevlüt, in Indonesien wird dieser Festtag auch maulud oder mulud (von arab. maulūd) genannt. Weil der 12. Rabīʿ al-auwal als Geburtstag des Propheten nicht gesichert ist und auch die ersten Generationen der Muslime diesen Tag nicht feierlich begangen haben, gibt es von verschiedenen sunnitischen Strömungen Kritik an den Maulid-Feierlichkeiten.

## Ursprung und Ausbreitung des Festes

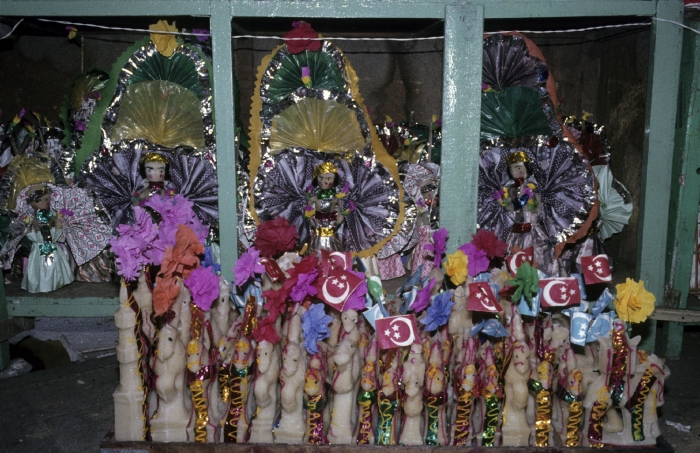
Zuckerwerk, das zum Anlass des Prophetengeburtsfest in Kairo hergestellt wurde. Photographie aus dem Tropenmuseum in Amsterdam

Im Gegensatz zum Opferfest und zum Fest des Fastenbrechens ist das Geburtsfest des Propheten erst in nachprophetischer Zeit entstanden. Größeres Interesse an Geburt und Kindheit Mohammeds kam erstmals in der frühen Abbasidenzeit auf. Es war Chaizurān, die Mutter von Hārūn ar-Raschīd (gest. 789), die das Haus, in dem Mohammed geboren worden war, zu einem Ort des Gebets ausbaute. Feiern zum Prophetengeburtstag wurden zum ersten Mal im 11. Jahrhundert am Hof der schiitischen Fatimiden eingeführt und waren dort ein Mittel, um die Abstammung der Dynastie vom Propheten zu betonen. Der Kalif spielte bei den Feierlichkeiten eine zentrale Rolle; es fanden öffentliche Predigten und Koranlesungen statt. Nach einem Bericht des Historikers Ibn Tuwair hielt ein Prediger eine Predigt, an deren Schluss er erklärte: „Und dies ist der Tag, an dem er geboren wurde, um seine Mission zu erfüllen, mit der Gott die Gemeinschaft des Islams (millat al-Islām) gesegnet hat.“
Im 12. und 13. Jahrhundert wurde der Brauch von verschiedenen sunnitischen Herrschern übernommen. Der erste sunnitische Herrscher, der das Fest offiziell beging, war der Zengide Nūr ad-Dīn (reg. 1146–1176). In den 1170er Jahren begann auch ʿUmar al-Mallāʾ, ein Privatmann in Mossul, der mit Nūr ad-Dīn bekannt war, Maulid-Feiern auszurichten. Etwa zwanzig Jahre später wurde das Fest auch in Mekka begangen, wie aus dem Reisebericht des Ibn Dschubair hervorgeht. Besonderes Aufsehen erregten die prachtvollen Maulid-Feiern, die der Begteginiden-Herrscher Muzaffar ad-Dīn Gökböri Anfang des 13. Jahrhunderts in seiner Residenz Erbil ausrichten ließ. Sie waren von sufischen Samāʿ-Konzerten und Banketten begleitet.
Ein maghrebinischer Gelehrter, Abū l-ʿAbbās al-ʿAzafī, fasste in dieser Zeit eine Schrift ab, in der er das maulid-Fest als Mittel zur ideologischen Abwehr des Christentums und Stärkung der Einheit der Muslime anpries. 1236 zum ersten Mal in Ceuta gefeiert, verbreitete sich dieses Fest in der Folgezeit über den gesamten Maghreb. Besonders unter den Meriniden wurde das maulid-Fest gepflegt. Der merinidische Herrscher Abū Inān Fāris ließ in der Nacht zum Prophetengeburtstag regelmäßig im ganzen Land große Bankette veranstalten.
Auf Java ist das Geburtsfest des Propheten seit dem 16. Jahrhundert belegt. Die javanischen Fürstenhöfe feierten es mit großem Prunk, und zwar schon zu einer Zeit, als sich der Islam dort erst etablierte.

## Ablauf

### Festmähler

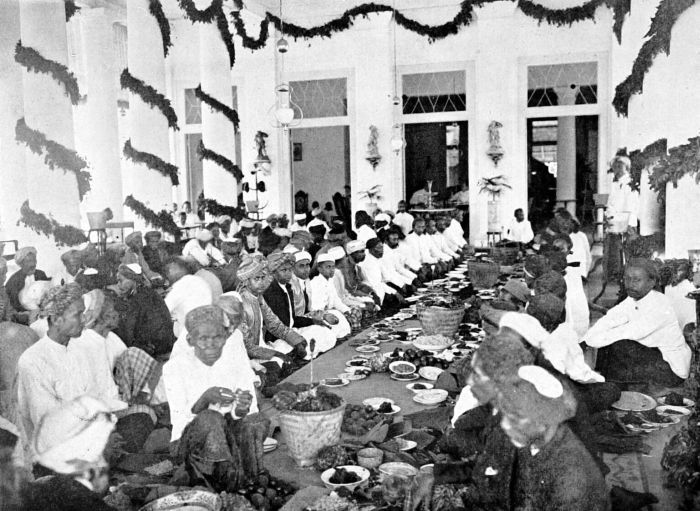
Muludan auf Java während der niederländischen Kolonialzeit

Maulid-Feiern schließen fast immer aufwendige Gastmähler ein, zu denen üblicherweise auch Arme eingeladen werden. Nach einem Zeitzeugen, den der syrische Gelehrte Sibt ibn al-Dschauzī (st. 1257) zitiert, wurden bei einem Maulid-Bankett, das Muzaffar ad-Dīn Gökböri ausrichtete, 5.000 geröstete Schafe, 10.000 Hühner, 100.000 Schüsseln mit Zabdīya und 30.000 Platten mit Süßigkeiten gereicht. Ähnlich üppig war ein Gastmahl, das 1383 der Mamluken-Sultan az-Zahir Barquq in Kairo gab. Die Ausgaben für Speisen, Getränke, Weihrauch, Ehrenroben und Koranrezitatoren, beliefen sich auf 10.000 Gold-Mithqāl. Ein Grundgedanke bei diesen Gastmählern war es, dass man auf diese Weise Gott dafür danken wollte, dass er den Propheten Mohammed erschaffen und zu den Menschen gesandt hat. Gelehrte wie ʿAlī al-Qārī (st. 1606), die selbst nicht über ausreichende finanzielle Mittel verfügten, um ein maulid-Bankett auszurichten, verfassten Maulid-Schriften, um auf diese Weise Gott für die erfahrene Gunst zu danken. Auf Java werden die Festmähler anlässlich des Prophetengeburtstag als muludan bezeichnet.

### Vortrag von Prophetengeschichten

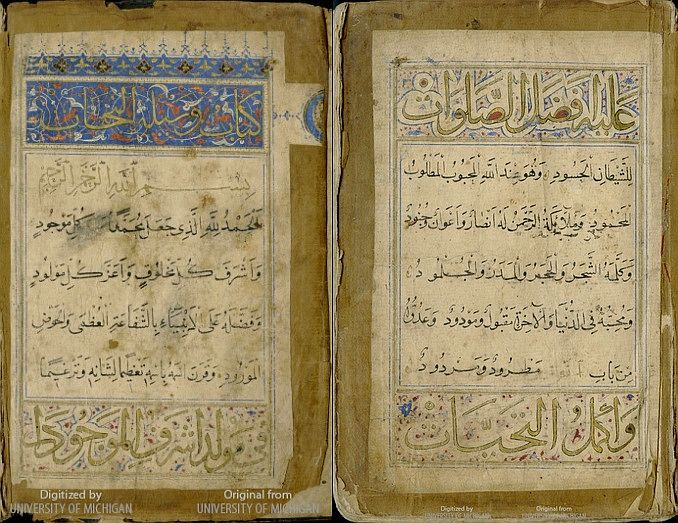
Handschrift des Maulid-Gedichtes des osmanischen Gelehrten Süleyman Çelebi

Ein weiteres Element der Maulid-Feiern ist der Vortrag von Geschichten, die von Mohammeds Geburt und Leben erzählen. Zu den bekanntesten dieser Geschichten gehört das Werk ʿIqd al-ǧawāhir („Juwelenhalsband“) von Dschaʿfar al-Barzandschī (1690–1765), das sich in Ägypten, Nigeria, Ostafrika sowie in Süd- und Südostasien großer Beliebtheit erfreut. Von dem Text ʿIqd al-ǧawāhir, der auch nur unter dem Namen Maulid al-Barzandschī bekannt ist, existieren zwei Fassungen, eine in Prosa, die andere in Versen. Auch gibt es viele Kommentare und Interlinearübersetzungen. Insgesamt ist das Werk in 19 Abschnitte eingeteilt. Die ersten zehn Abschnitte behandeln die wunderhaften Erscheinungen bei Mohammeds Geburt sowie Begebenheiten aus seiner Jugendzeit, der 12. Abschnitt behandelt seine ersten Offenbarungen, im 13. geht es um seine ersten Anhänger, im 14. wird die Himmelfahrt Mohammeds beschrieben, im 17. werden seine charakterlichen Qualitäten und seine physische Schönheit herausgestellt, der abschließende 19. Abschnitt enthält Lobgesänge und Gebetsformeln. In Indonesien wurde das Werk in den 1970er Jahren auf verschiedenen Bühnen auch choreographisch aufgeführt, heute sind zudem zahlreiche Filme von Rezitationen des Maulid al-Barzandschī im Internet zu finden.

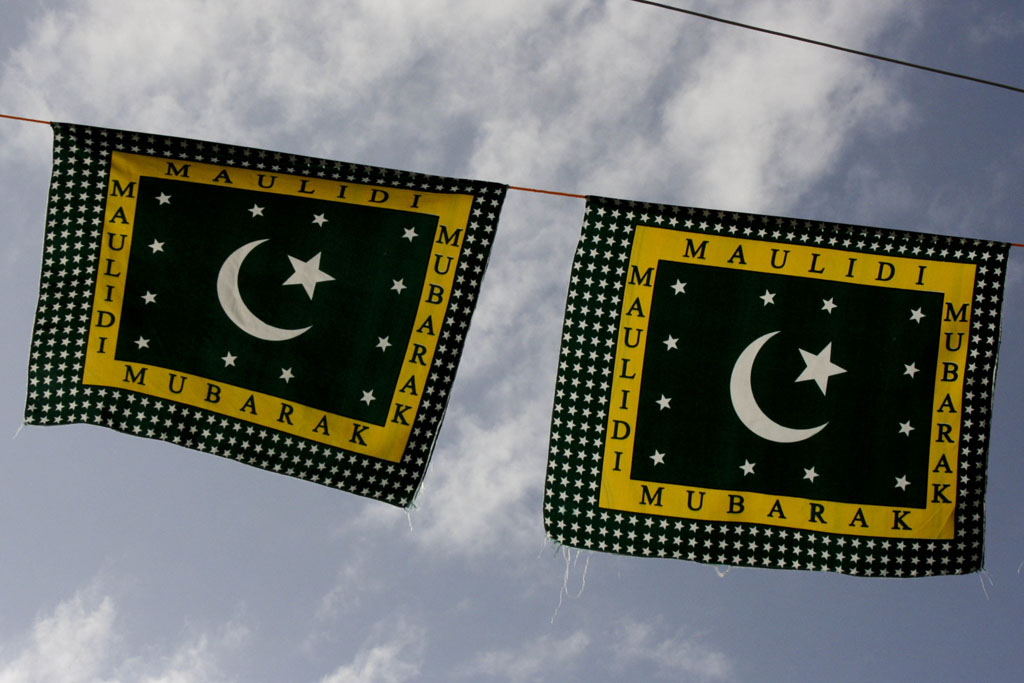
Maulidi-Banner, mit denen in Dar es Salaam am Prophetengeburtstag die Straßen geschmückt werden

In der Swahili-Region wird auch der maulidi-Text des hadramitischen Gelehrten ʿAlī ibn Muhammad al-Habschī (1843–1915) rezitiert. Er wurde Ende des 19. Jahrhunderts von Habīb Sālih aus Lamu in die Swahili-Gesellschaft eingeführt. In der Türkei greift man bei den Maulid-Feiern gerne auf den türkischen Masnawī Vesīletü n-neǧāt („Mittel der Rettung“) von Süleymān Çelebi (gest. 1422) zurück.
Der Rezitation der maulid-Texte wird insgesamt eine heilbringende Wirkung zugeschrieben. Fester Bestandteil dieser Rezitationrituale ist das gemeinsame Aussprechen von Segenswünschen für den Propheten an bestimmten Stellen des Textes. Sobald bei der Rezitation dieser Texte Mohammeds Geburt erwähnt wurde, war es üblich, aufzustehen. Dieses Aufstehen (qiyām) bei der Erwähnung von Mohammeds Geburt wurde im 16. Jahrhundert auf dem Gebiet des Osmanischen Reichs sogar zur Pflicht erklärt. Der osmanische Rechtsgelehrte Ebussuud Efendi (st. 1574) urteilte in einem Rechtsgutachten, dass bei denjenigen, die bei der Gelegenheit nicht aufständen, der Verdacht bestehe, dass sie Ungläubige seien.

### Ansprachen
Am Maulid-Tag werden in den islamischen Ländern auch häufig offizielle Ansprachen gehalten, in denen die Rolle des Islams für die nationale bzw. internationale Entwicklung herausgestellt wird. So hielt zum Beispiel am Maulid-Tag des Jahres 1962 (11. August) der damalige tunesische Präsident Habib Bourguiba in der Hauptmoschee von Qairawān eine Ansprache darüber, dass der Islam kein Hindernis für den Fortschritt sei. Der indonesische Präsident Suharto, der in den 1970er Jahren häufig Maulid-Ansprachen hielt, hob darin hervor, dass die ernsthafte Befolgung religiöser Glaubensvorstellungen Voraussetzung für geistige Reifung eines Entwicklungslandes wie Indonesien sei. Und im Jahre 2006 hielt Muammar al-Gaddafi am Maulid-Tag eine Rede in Timbuktu, in der er sich als „Führer des Globalen Islamischen Volkskommandos“ (qāʾid al-Qiyāda aš-Šaʿbīya al-Islāmīya al-ʿĀlamīya) präsentierte. Auch in Schulen und Universitäten sowie an den Sitzen islamischer Organisationen werden üblicherweise Ansprachen gehalten.

### Umzüge und Jahrmärkte

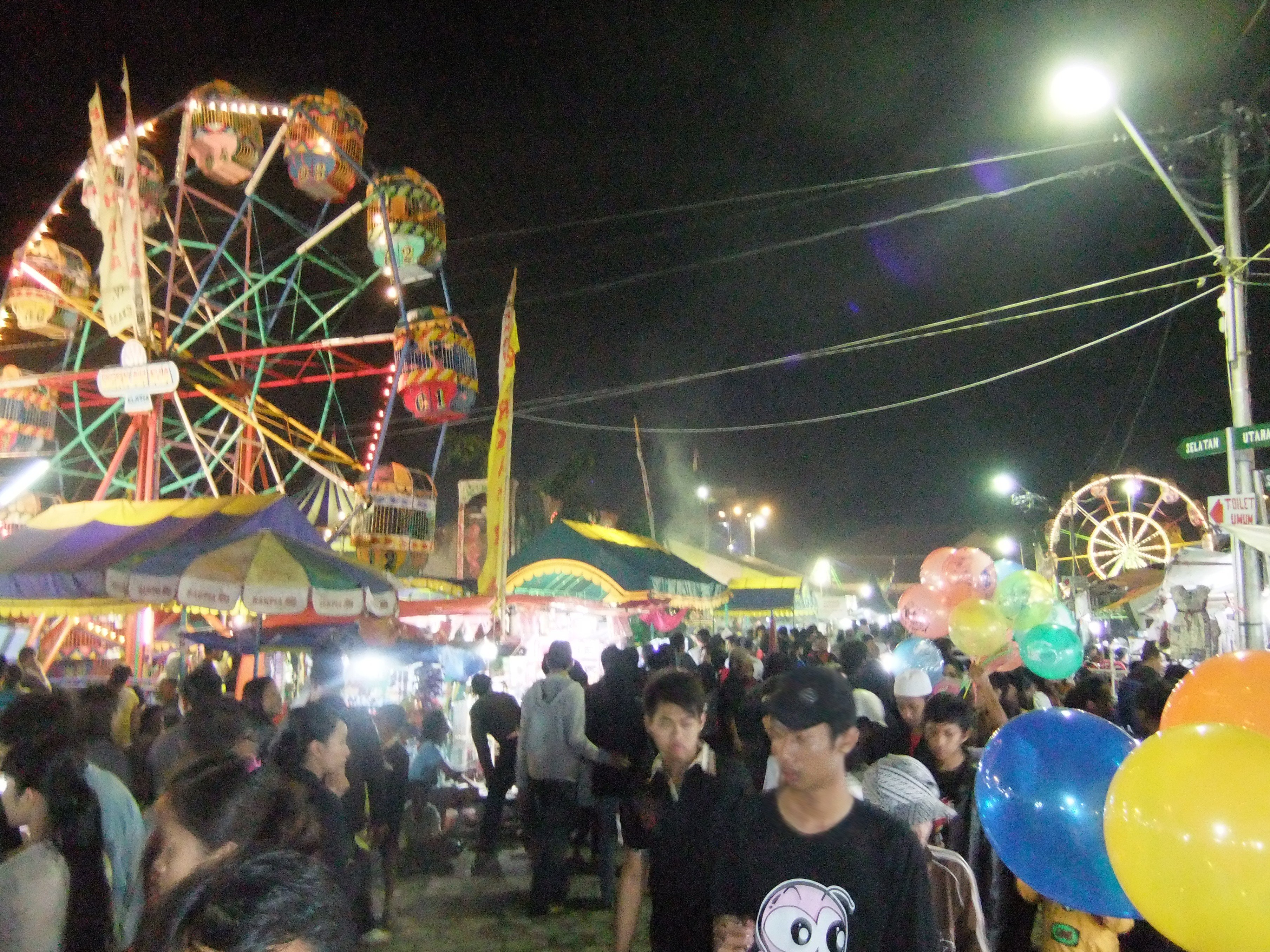
Sekaten von Yogyakarta 2011

Wie der hanafitische Gelehrte Ibn Diyā' al-Makkī (gest. 1450), der in Mekka als Qādī und Muhtasib tätig war, in einer Abhandlung berichtet, fand zu seiner Zeit in Mekka in der Nacht auf den Prophetengeburtstag ein festlicher Umzug statt. Dafür versammelten sich die Teppichbreiter (farrāšūn) der Heiligen Moschee mit Kerzen und Laternen im Moscheehof und geleiteten dann auf diese Weise den Chatīb zum Geburtshaus des Propheten. An dem Umzug nahmen Männer, Frauen und Kinder teil.
In der Stadt Yogyakarta auf Java geht dem Maulid-Tag eine ganze Festwoche mit Umzügen, Musikdarbietungen und Vorträgen von Prophetengeschichten voraus. Während dieser Zeit findet auf dem nördlichen Vorplatz des Kraton ein Jahrmarkt statt, der Sekaten genannt wird. Am ersten Tag der Festwoche werden zwei als heilig geltende Gamelan-Orchester vom Kraton in den Außenhof der Großen Moschee gebracht, die dort die gesamte Woche spielen. Am Vorabend des Maulid-Tages werden sie um 23 Uhr feierlich in den Sultanspalast zurückgetragen und dürfen dann bis zur nächsten Sekaten-Woche nicht mehr gespielt werden.

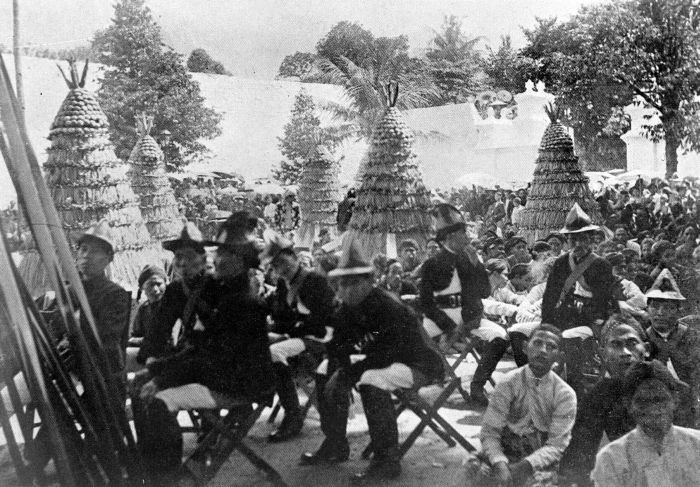
Garebeg Maulud vor 1935 in Yogyakarta mit den „Speisebergen“

Am Prophetengeburtstag selbst finden in Yogyakarta und Surakarta die sogenannten Garebeg-Maulud-Rituale statt. Hierbei werden die sogenannten „Speiseberge“ (gunungan) feierlich in einer Prozession vom Hof des Palastes zum Hof der Großen Moschee überführt. Während des Défilés werden zahlreiche Salutschüsse abgeschossen. Sobald die Speiseberge ihr Ziel erreicht haben, versucht die Menschenmasse Teile der Lebensmittel zu ergattern, da diese, genauso wie die Gamelan-Orchester, als Träger von Segenskraft gelten. Der offizielle Teil des Festes wird abends mit einer Wayang-Aufführung beendet.
Im Sudan beginnen die Feierlichkeiten zum Zafat Al-Molid bereits zwölf Tage vor dem Geburtstag mit einer großen Prozession mit Gesang, rituellen Tänzen und Sufi-Rezitationen. Die Feierlichkeiten kumulieren auf dem Al-Mawlid-Platz in Karthoum mit Ansprachen, Musik und landestypischem Essen. Sie wurden 2023 in die UNESCO-Liste des immateriellen Kulturerbes der Menschheit aufgenommen.

## Debatten über die Zulässigkeit der Maulid-Feierlichkeiten
Seit dem 18. Jahrhundert gibt es mehrere Strömungen des sunnitischen Islams, die die Zulässigkeit der Maulid-Feiern bestreiten und sie als einen Verstoß gegen das Prinzip, dass allein Gott Verehrung gebühre, ablehnen. Hierzu gehören insbesondere die Wahhabiten. Als diese 1803 Mekka eroberten, verboten sie dort die Maulid-Versammlungen.
Darüber hinaus stieß ab dem späten 19. Jahrhundert der Brauch des Aufstehens beim Maulid bei einer zunehmenden Anzahl von Gelehrten auf Kritik, und es wurden eigene Texte zu dieser Frage abgefasst. In Südostasien war die Ablehnung des Maulid-Aufstehens (berdiri mawlid) Erkennungszeichen der reformorientierten Kaum Muda, die sich an dem salafitischen Gedankengut von Muhammad Abduh und Raschīd Ridā orientierten.
In Saudi-Arabien, wo die wahhabitische Lehre von staatlicher Seite gefördert wird, wurden die Maulid-Feiern im 20. Jahrhundert mehrfach in Rechtsgutachten für unzulässig erklärt. Insbesondere der frühere saudische Großmufti ʿAbd al-ʿAzīz ibn Bāz (1910–1999) sprach sich für ein völliges Verbot der Maulid-Feiern aus. Unter dem Eindruck eines Textes von ihm, der auf Swahili übersetzt wurde, kam es Anfang des 21. Jahrhunderts in Kenia zu Debatten über die Zulässigkeit dieses Festes. Abdilahi Nassir, ein populärer Swahili-Gelehrter, der während der 1980er Jahre zur Zwölfer-Schia überging, verteidigte 2002 in einer Reihe von Vorträgen die Maulid-Feiern gegen ihre Kritiker.
Sowohl ʿAbd al-ʿAzīz ibn Bāz als auch die beiden saudischen Gelehrten Muhammad ibn al-Uthaymin (gest. 2001) und Sālih al-Fauzān (geb. 1935) begründeten ihre Ablehnung der Maulid-Feierlichkeiten damit, dass es sich um eine unzulässige Bidʿa handele, weil es ein religiöser Brauch sei, der weder im Koran noch in der Sunna und nicht einmal in der Praxis der Salaf, also der ersten drei Generationen der Muslime seine Grundlage hat. Auf diese Einwand haben allerdings schon in vormoderner Zeit einige muslimische Gelehrte geantwortet, dass nicht jede Bidʿa unzulässig sei, sondern es auch gute Neuerungen gebe, die erlaubt seien. Den Standpunkt, dass es sich bei den Feierlichkeiten zum Prophetengeburtstag um eine bidʿa ḥasana handelt, haben zum Beispiel schon as-Suyūtī (gest. 1505) und Ibn Hadschar al-Haitamī (gest. 1567) eingenommen, die dazu eigene Traktate verfassten. Moderne Gelehrte haben die Feierlichkeiten mit dem Argument verteidigt, dass das Konzept der Bidʿa lediglich den religiösen Bereich betreffe, die Maulid-Feierlichkeiten jedoch bloß ein weltlicher Brauch bzw. eine soziale Angelegenheit ohne Beziehung zur Scharia seien und insofern nicht darunter fielen.

## Andere Maulid-Feste
In Ägypten werden neben dem Prophetengeburtstag auch die Geburtstage verschiedener islamischer Heiliger gefeiert, so zum Beispiel von al-Husain ibn ʿAlī und Ahmad al-Badawi. Diese Feste werden ebenfalls als Maulid (bzw. in der ägyptischen Umgangssprache Mulid) bezeichnet.